# Vattenhund
Vattenhundarna är en grupp hundar som hör till grupp 8, sektion 3 i den internationella kennelfederationen Fédération Cynologique Internationales (FCI) gruppindelning av hundraser. Gemensamt för de här raserna är att de ursprungligen har förädlats för att klara av uppdrag i vattenmiljö. Även pudeln som räknas till sällskapshundarna är ursprungligen en vattenhund.

## Till denna grupp hör
- American water spaniel
- Barbet (Fransk vattenhund)
- Irländsk vattenspaniel
- Lagotto romagnolo
- Perro de agua español (Spansk vattenhund)
- Portugisisk vattenhund (Cão de agua portugués)
- Wetterhoun (Frisisk vattenhund)

## Ej erkänd av FCI
- Perro de agua del cantábrico